# Hans Buchner (Mediziner)
Hans Ernst August Buchner (* 16. Dezember 1850 in München; † 5. April 1902 ebenda) war ein deutscher Arzt, Bakteriologe und Hygieniker. Von Bedeutung war er unter anderem für die Entwicklung der Serologie.

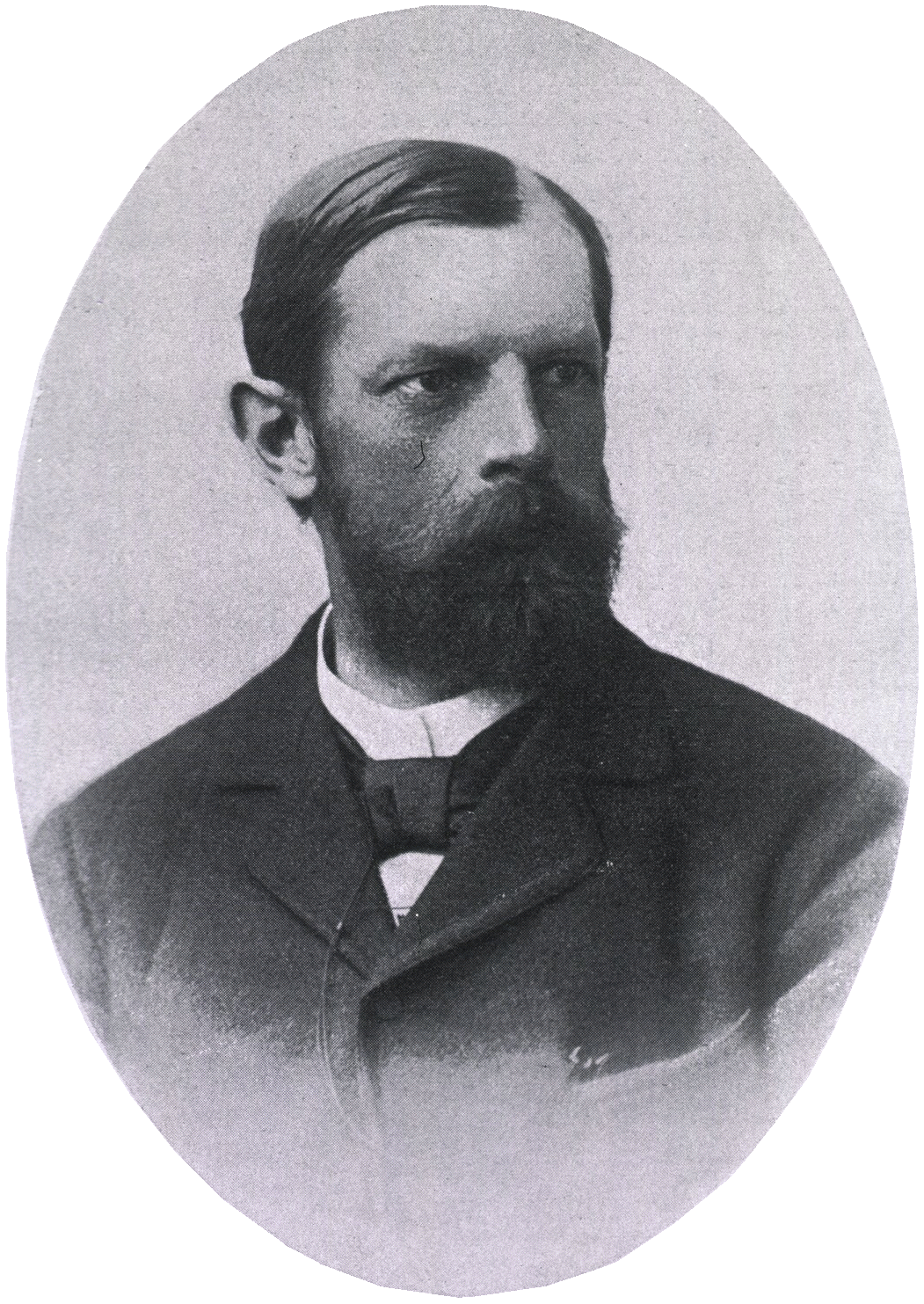
Hans Buchner (Beilage zur Münchener Medizinischen Wochenschrift, 1902)

## Leben
Hans Buchner war der ältere Sohn des Arztes und Gerichtsmediziners Ernst Buchner und dessen dritter Ehefrau Friderica Buchner, geborene Martin, aus München. 1868 legte er die Abiturprüfung am Münchner Maximiliansgymnasium ab. Er studierte anschließend Medizin an der Ludwig-Maximilians-Universität in München und promovierte hier 1873 bei dem Ernährungswissenschaftler Carl Voit (1831–1908) mit der Arbeit „Beiträge zur Physiologie des Harnstoffs“. Seit 1868/69 war er Mitglied der Studentenverbindung Akademischer Gesangverein München im SV. Nach dem Studium trat er in das chemischen Laboratorium unter Professor Emil Erlenmeyer (1825–1909) in München ein und wechselte dann nach Leipzig zum physiologischen Institut von Karl Ludwig (1816–1895), einem der Begründer der modernen Physiologie. Parallel zu einer Tätigkeit als Militärarzt führte er vom Herbst 1876 bis 1881 bakteriologische Arbeiten im pflanzenphysiologischen Institut von Carl Wilhelm von Nägeli (1817–1891) in München durch. Nägeli, der auch den Botanischen Garten mit Laboratorien und den Gewächshäusern leitete, stellte insbesondere Untersuchungen darüber an, inwieweit Mikroorganismen als Erreger von Krankheiten in Betracht kommen. Hans Buchner kam dabei die Aufgabe zu, aus medizinischer Sicht die Vorstellungen Nägelis von den ansteckenden Krankheiten im Zusammenhang darzustellen. Daraus resultierte seine Schrift „Die Nägelische Theorie der Infektionskrankheiten“, die 1877 veröffentlicht wurde und große Beachtung fand, zumal kurz zuvor Robert Koch (1843–1910) die Lehre von der Entstehung der ansteckenden Krankheiten durch Kleinstlebewesen aktualisiert hatte. Es folgten Studien über den Milzbrand, über die keimtötende Wirkung des Blutes, die Einwirkung des Lichtes auf Bakterien, die Kultur der Bakterien bei Sauerstoffabschluss, die Frage der Durchgängigkeit des unverletzten Gewebes für Bakterien, die Geschwindigkeit der Bakterienvermehrung und vieles mehr.
Im Jahr 1880 habilitierte er sich in München für Hygiene und wurde 1894 als Nachfolger von Max Pettenkofer Leiter des Hygienischen Institutes, an dem er die Bakteriologie als Unterrichtsfach einführte. Einer seiner Studenten war hier Martin Hahn (1865–1934), der spätere Mitautor. Die Ergebnisse seiner Forschungen zur Erzielung von Immunität gegen Infektionskrankheiten und zur Schutzimpfung hat Hans Buchner in Fachzeitschriften, wie im Archiv für Hygiene oder im Zentralblatt für Bakteriologie, und in der Münchener Medizinischen Wochenschrift (1892), aber auch in Buchform veröffentlicht. Hans Buchner entdeckte, dass Bakterien durch Blutserum abgetötet und dessen abtötende Stoffe durch Erhitzen auf 56–60° vernichtet werden. Diese keimtötend, globulizid und antitoxisch wirkenden Stoffe nannte er 1889 „Alexine“ (von griechisch alexein „abwehren“), ein Begriff, der auch heute noch international in Gebrauch ist, während er in Deutschland vielfach durch den von Paul Ehrlich eingeführten Ausdruck „Komplement“ ersetzt wurde. Er befasste sich außerdem mit der Stärkung der körperlichen Gesundheit durch Verminderung der Krankheitsdisposition und deren Prävention durch Leibesübungen. 1895 wurde er zum Mitglied der Leopoldina gewählt.
Hans Buchner war der Bruder des Chemie-Nobelpreisträgers Eduard Buchner. Mit zeitlichen Unterbrechungen führte Eduard Buchner von 1882 bis Ende 1884 unter der Anleitung seines Bruders Hans Buchner Untersuchungen zu Spaltpilzen und den Sauerstoffeinfluss bei Gärprozessen am botanischen Institut von Carl Wilhelm von Nägeli durch. Zusammen mit seinem Assistenten Martin Hahn hatte Hans Buchner einen bedeutenden Anteil an Eduard Buchners Experimenten zur zellfreien Gärung, die diesem den Nobelpreis brachten.
Hans Buchner starb unerwartet am 5. April 1902 im Alter von 51 Jahren in München. Sein Nachfolger auf dem Münchener Hygiene-Lehrstuhl wurde Max von Gruber.

## Grabstätte

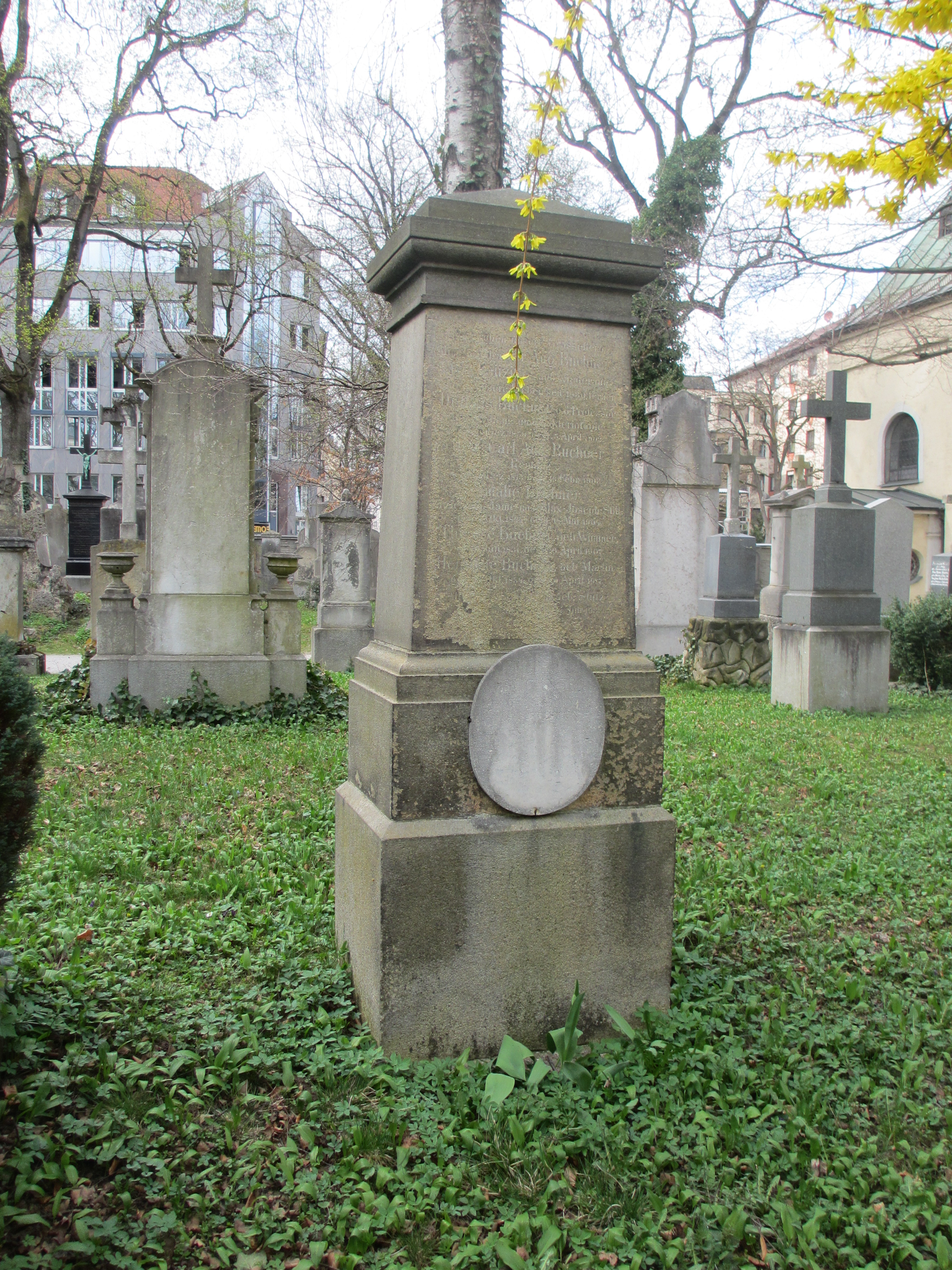
Grab von Hans Buchner auf dem Alten Südlichen Friedhof in München

Die Grabstätte von Hans Buchner befindet sich auf dem Alten Südlichen Friedhof in München (Gräberfeld 1 – Reihe 2 – Platz 8/9). In dem Grab liegen weitere Familienangehörige unter anderem Buchners Ehefrau Augusta Buchner (geb. Stutz, gest. 1933).

## Familie
Hans Buchner heiratete 1882 in München Augusta Stutz. 1884 wurde die Tochter Else geboren, die den Landwirt Heinrich Wex heiratete und sich als Politikerin einen Namen machte.

## Namensgeber für Straße
Nach Hans Buchner wurde am 31. Oktober 1935 in München im Stadtteil Ramersdorf (Stadtbezirk 16 – Ramersdorf-Perlach) ⊙ die Buchnerstraße benannt.

## Schriften (Auswahl)
- Die Naegeli’sche Theorie der Infectionskrankheiten in ihren Beziehungen zur medicinischen Erfahrung. Engelmann, Leipzig 1877.
- Die aetiologische Therapie und Prophylaxis der Lungentuberculose. Oldenbourg, München 1883.
- Über die bakterientödtende Wirkung des zellenfreien Blutserums. In: Zbl. Bact. I Abt. Orig. Bd. 5, 1889, 817, Bd. 6, S. 1.
- Acht Vorträge aus der Gesundheitslehre. Teubner, Leipzig 1898; 2., durchgesehene Auflage besorgt von Max Gruber 1903; 4., durchgesehene Auflage 1913.
- Eduard Buchner, Hans Buchner, Martin Hahn: Die Zymasegärung. Untersuchungen über den Inhalt der Hefezellen und die biologische Seite des Gärungsproblems. Oldenbourg, München 1903; Neuauflage, hrsg. von Esther von Krosigk, VDM Verlag Dr. Müller, Saarbrücken 2007, ISBN 978-3-8364-1854-6.